# Warren Hastings

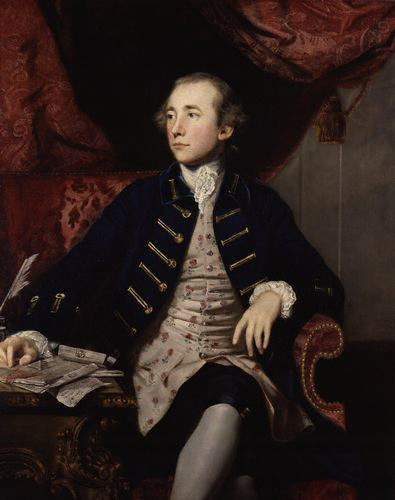
Warren Hastings, Porträt von Joshua Reynolds, um 1767

Warren Hastings (* 6. Dezember 1732 in Churchill, Oxfordshire; † 22. August 1818 in Daylesford) war ein britischer Verwaltungsbeamter. Er war Generalgouverneur in Britisch-Ostindien.

## Leben
Der junge Hastings wurde in Westminster und Oxford unterrichtet. Er erhielt 1750 eine Schreiberstelle bei der Ostindischen Kompanie in Bengalen. Nachdem er 1756 in der Armee des Obersten Robert Clive, 1. Baron Clive gedient und sich dabei bewährt hatte, war er von 1761 bis 1764 Mitglied des Rat der Verwaltung der Ostindien-Kompanie in Kalkutta.
1764 nach England zurückgekehrt, verlor er sein Vermögen, trat deshalb wieder in die Dienste der Ostindischen Kompanie und wurde 1769 Mitglied der Regierung in Madras. Er wurde 1772 zum Gouverneur von Bengalen und 1773 zum ersten Generalgouverneur von Ostindien ernannt. In dieser Zeit baute er die Macht der Kompanie aus und reformierte deren Verwaltung. Er ließ die Einkünfte, die die Kompanie für die Krone erwirtschaftete, von 3 Millionen auf 5 Millionen Pfund Sterling steigen. Hastings wandte sich vom System seines Vorgängers Robert Clive ab, der die einheimischen Herrscher in ihren Ämtern gelassen hatte. Unter Hastings übernahm die Kompanie unmittelbar die Kontrolle über Indien. Insofern gilt er als der eigentliche Begründer der britischen Herrschaft in Indien. „Er fand eine Einnahmen-Verwaltung vor und hinterließ einen Staat.“ Kalkutta wurde zum Verwaltungszentrum ausgebaut, zu Lasten der zuvor weitgehend unabhängig handelnden Verwaltungen der Ostindien-Kompanie in Bombay und Madras. Hastings befand sich allerdings auch im Konflikt mit der britischen Regierung, die die Ostindische Kompanie auf ihre reine Handelsfunktion beschränken und Verwaltung sowie militärische Herrschaft über Indien selbst übernehmen wollte. Militärisch musste er sich gegen das Reich der Marathen durchsetzen, ebenso gegen die Versuche Frankreichs, in Indien Fuß zu fassen.
Als sein Gönner Lord North aus der Regierung geschieden war, wurde Hastings 1785 abberufen und von Edmund Burke vor dem Unterhaus angeklagt, in Ostindien mit tyrannischer Willkür gehandelt, unmäßige Geldsummen erpresst und den Sturz mehrerer indischer Fürsten veranlasst zu haben. Die Anklage wurde an das Oberhaus verwiesen und der Staatsprozess begann am 13. Februar 1788 im Palace of Westminster. Hastings wurde zwar im April 1795 freigesprochen, verlor allerdings durch die Prozesskosten sein Vermögen und wurde durch eine von der Kompanie bewilligte Pension von 4000 Pfund Sterling entschädigt.
Seitdem lebte er zurückgezogen, wurde im Mai 1814 vom Prinz-Regenten Georg zum Mitglied des Privy Council ernannt und starb am 22. August 1818 in Daylesford.
Noch im 19. Jahrhundert gab es Streit unter Historikern (James Fitzjames Stephen, Thomas Babbington Macaulay), ob er in Verbund mit dem obersten Richter in Bengalen Elijah Impey einen Justizmord an einem indischen Steuereinnehmer begangen hatte (Maharaja Nandakumar, auch Nuncomar genannt, um 1705–1775).

## Familie
Warren Hastings ehelichte 1756  Mary Buchanan (?–1759) und 1777 seine langjährige Geliebte Anna Maria Apollonia Chapuset de St. Valentin (1747–1837), eine gebürtige Stuttgarterin, die er 1769 ihrem ersten  Ehemann Christoph Adam Carl von Imhoff (1734–1788) angeblich abgekauft hatte. Der Ehestatus Imhoffs bei dessen Wiederheirat mit Louise von Schardt 1775 ist bis heute ungeklärt, da die Scheidungspapiere auf 1777 datiert sind. Aus einem Verhältnis mit Philadelphia Hancock entstammte 1761 die Tochter Elizabeth.

## Schriften
- Narrative of the late transaction at Benares. Kalkutta 1782.
- Review of the state of Bengal. Kalkutta 1786.
- The present state of the East Indies. Kalkutta 1786 (online).
- Speech in the high court of justice in Westminsterhall. London 1791 (online).

Seine Korrespondenz mit Stephen Lushington wurde 1795 herausgegeben.

## Nachleben
Die Stadt Hastings in Neuseeland wurde nach ihm benannt.
Warren Hastings erscheint als Figur in Sarnath Banerjees Graphic Novel The Barn Owl’s Wondrous Capers (2007).